# Saif al-Islam al-Gaddafi

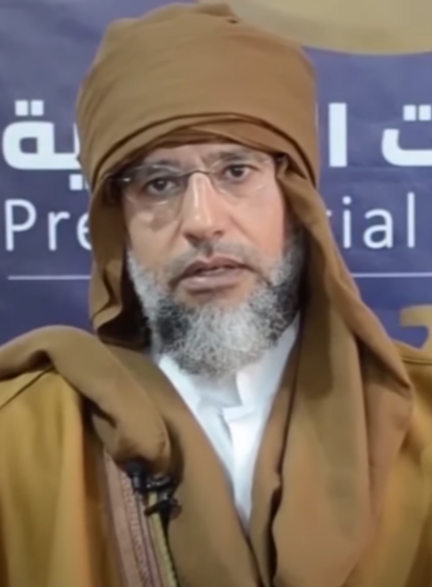
Saif al-Islam al-Gaddafi (2021)

Saif al-Islam al-Gaddafi (arabisch سيف الإسلام القذافي, DMG Saif al-Islām al-Qaḏḏāfī, * 25. Juni 1972 in Tripolis) ist der zweitälteste Sohn des ehemaligen libyschen Machthabers Muammar al-Gaddafi und dessen zweiter Frau Safia Farkash. Übersetzt bedeutet sein Name „Schwert des Islam“.
Er hat mehrere Brüder, von denen Mutassim Gaddafi († 2011) in der Frage der Nachfolge Muammar Gaddafis als sein stärkster Konkurrent galt.

## Leben

### Jugend und Ausbildung
Gaddafi schloss im Herbst 1994 ein Architektur- bzw. Ingenieurstudium an der Al-Fateh-Universität in Tripolis ab. An der privaten Schule IMADEC in Wien erwarb er im Jahre 2000 ein MBA-Diplom. Während des Aufenthalts in Österreich freundete er sich mit dem Kärntner Landeshauptmann Jörg Haider an.
2008 wurde ihm der Doktorgrad (Ph.D.) an der London School of Economics and Political Science (LSE) verliehen, wo er von 2003 bis 2008 eingeschrieben war. Titel seiner Dissertation von 2007 ist: Die Rolle der Zivilgesellschaft für die Demokratisierung globaler Regierungsinstitutionen. In der Folge wurden allerdings zahlreiche Anschuldigungen bekannt, dass die Dissertation zu großen Teilen von angestellten Consultants der Monitor Group geschrieben worden sei, einer Firma, die jährlich Millionenbeträge von Saifs Vater Muammar al-Gaddafi kassierte.
Gaddafi spricht neben dem Arabischen auch Englisch, Französisch und Deutsch.

### Politiker
Gaddafi war Vorsitzender der Gaddafi International Foundation of Charitable Associations (GIFCA). Sie wurde im Jahr 2000 bekannt im Zusammenhang mit der Entführung von 22 Geiseln durch Rebellen der Abu Sajaf auf der philippinischen Insel Jolo, bei der die Stiftung das Lösegeld für die Freilassung der Geiseln bezahlt haben soll.
Danach verhandelte die Gaddafi-Stiftung auch über Entschädigungszahlungen für die Opfer des Lockerbie-Anschlags von 1988, des Anschlags auf den französischen UTA-Flug 772 von 1989, des Bombenattentats auf die Diskothek La Belle in Berlin 1986 und weiterer Aktivitäten, die Libyen außenpolitisch belasteten. Auch gehörte die Organisation von Hilfslieferungen nach Afghanistan und die Vermittlung in Konflikten unter anderem auf den Philippinen zu ihren Aufgaben. Gaddafi war zudem Vorsitzender der libyschen Organisation zur Drogenbekämpfung („General Meeting of the Organization to Fight Drug Abuse“).
An dem von der libyschen Regierung durchgeführten Programm zur Demobilisierung der Libyschen Islamischen Kampfgruppe und der Rehabilitierung ihrer Mitglieder war Saif federführend beteiligt.
Im Gegensatz zu seinem Vater trat er in der Öffentlichkeit als gemäßigter, diplomatischer Staatsmann auf. Obwohl er kein offizielles politisches Amt bekleidete, äußerte er sich regelmäßig zu außenpolitischen und wirtschaftlichen Belangen des libyschen Staates.
Für Aufsehen sorgten in den letzten Regierungsjahren seines Vaters mehrere Interviews, in denen er die Politik seines Vaters hinterfragte. In der Affäre um den HIV-Prozess in Libyen gegen fünf bulgarische Krankenschwestern und einen palästinensischen Arzt etwa gestand er ein, dass die Verdächtigten gefoltert und politisch missbraucht worden seien. Er äußerte mehrfach, dass er das politische System seines Vaters für reformbedürftig halte.
Aufgrund dieser ihm vom Regime zugestandenen Freiheiten wurde er von westlichen Medien lange als möglicher Nachfolger seines Vaters betrachtet. Er gab Anfang 2025 gegenüber RFI an, dem Wahlkampfteam von Nicolas Sarkozy 2007 Barmittel in Millionenhöhe übergeben zu haben. Später sei er von Sachwaltern des Ex-Präsidenten zu einem Dementi genötigt worden.

### Bürgerkrieg 2011 und Gefangenschaft
Infolge der Massenproteste im Februar 2011 warnte Gaddafi in einer Fernsehansprache mit den Worten „Flüsse voller Blut werden durch alle Städte Libyens fließen“ vor dem Zerfall des Landes und daraus resultierenden lang anhaltenden bürgerkriegsähnlichen Zuständen. Diese Aussage erregte als Aufhänger großes Medieninteresse.
Während des Libyschen Bürgerkriegs im Jahr 2011 erlangte Gaddafi internationale Bekanntheit, da er an Stelle seines Vaters Muammar al-Gaddafi viele Medienauftritte wahrnahm und die libysche Bevölkerung regelmäßig zum Widerstand gegen die Rebellen aufrief, so am Abend des 31. August 2011 in einer Fernsehansprache.
Am 16. Mai 2011 beantragte der Chefankläger des Internationalen Strafgerichtshofs (IStGH) in Den Haag einen Haftbefehl gegen Gaddafi wegen Verbrechens gegen die Menschlichkeit. Im Zuge des Aufstandes seien vom Gaddafi-Regime Folter, Morde und Vergewaltigungen ausgegangen, um die Bevölkerung einzuschüchtern und den Aufstand niederzuschlagen. Der Haftbefehl wurde am 27. Juni 2011 ausgestellt. Am 9. September 2011 wurde er, zusammen mit seinem Vater Muammar al-Gaddafi und dem Geheimdienstchef Abdullah al-Senussi, von Interpol zur Fahndung ausgeschrieben.
Eine Meldung über seinen Tod am 20. Oktober 2011 wurde vom Staatsfernsehen zunächst bestätigt. Aus Kreisen des Libyschen Übergangsrates wurde hingegen gemeldet, Gaddafi befinde sich auf der Flucht in Richtung Niger. Zwischenzeitlich war gemeldet worden, dass er sich als Gefangener in den Händen des libyschen Revolutionsrates befinde und am Rücken durch Schusswunden schwer verletzt sei. Am 23. Oktober meldete sich Gaddafi mit einer Audiobotschaft beim Fernsehsender Al-Arabiya und kündigte an, den Widerstand gegen die neuen Machthaber fortzuführen. Reuters meldete am 26. Oktober unter Berufung auf einen Vertreter des Übergangsrates, dass sich Gaddafi dem IStGH in Den Haag freiwillig stellen wolle. Er fordere dafür ein Flugzeug und Sicherheitszusagen. Andere Berichte widersprachen dieser Darstellung.
Am 19. November 2011 wurde Saif al-Islam nahe der Stadt Ubari im Süden Libyens von Sintan-Milizen festgenommen. Während europäische Politiker den Nationalen Übergangsrat dazu aufforderten, Gaddafi an den IStGH zu überstellen, wollte die libysche Übergangsregierung Gaddafi in seiner Heimat vor Gericht stellen und lehnte seine Überstellung nach Den Haag ab. Saif al-Islam hatte zum Zeitpunkt der ersten Foto- und Videoaufnahmen nach seiner Verhaftung eine Verletzung an der rechten Hand. Laut dem Sender Libya TV sollen die Milizionäre, die Gaddafi festnahmen, ihm drei Finger abgeschnitten haben. In einem von den Rebellenkämpfern herausgegebenen Video behauptet Saif al-Islam allerdings, die Verletzung stamme von einem einen Monat zuvor erfolgten NATO-Luftangriff. Nach Angaben eines untersuchenden Arztes mussten Saif al-Islam die verletzten Finger amputiert werden, um der Verbreitung von Wundbrand vorzubeugen.
Nach seiner Gefangennahme befand sich Saif al-Islam in der Stadt az-Zintan. In einer am 22. November 2011 ausgestrahlten Video-Botschaft warnte Gaddafi vor Abd al-Hakim Balhadsch, dem Vorsitzenden des Militärrates von Tripolis. Gaddafi soll bei seiner Festnahme froh gewesen sein, dass er den Einheiten der Sintan-Brigaden in die Hände fiel und nicht denen von Misrata. Die Kommandanten in Sintan sagten, sie hätten ihn deshalb nicht nach Tripolis ausgeliefert, weil sie ihm das Schicksal seines Vaters ersparen wollten.
Anfang Juni 2012 eskalierte der Streit zwischen Libyen und dem IStGH über die Frage, wo Saif al-Islam vor Gericht gestellt werden solle. Im Anschluss an ein Treffen mit Saif al-Islam in Sintan wurden vier Mitarbeiter des IStGH wegen Spionageverdachts unter Hausarrest gestellt. Im Mittelpunkt der Ermittlungen stand Melinda Taylor, die australische Pflichtverteidigerin Saifs al-Islam; die Behörden werfen ihr Spionage und „Kommunikation mit dem Feind“ vor. Bei einem Gespräch mit Saif al-Islam soll sie einen Stift mit einer integrierten Kamera und Dokumente von dessen einstigem Vertrauten, Mohammed Ismail, der von der libyschen Justiz gesucht wird, bei sich gehabt haben.
Am 21. August 2012 wurde bekannt, dass Libyen die Auslieferung Gaddafis an den IStGH endgültig ablehnte. Der Prozess sollte ohne Beteiligung des IStGH im September 2012 in az-Zintan beginnen, wurde aber aufgrund der Überstellung von Abdullah al-Senussi von Mauretanien an Libyen verschoben und begann im Frühjahr 2013. Gaddafi wurde vorgeworfen, durch Weitergabe von Informationen an eine IStGH-Anwältin die nationale Sicherheit gefährdet zu haben. Außerdem wurde eine Anklage wegen Kriegsverbrechen vorbereitet. In beiden Prozessen drohte ihm die Todesstrafe. Weiter wurden ihm die Anwerbung von Söldnern, Luftangriffe auf zivile Ziele und Schüsse auf Demonstranten vorgeworfen.
Im Juli 2015 wurde Saif al-Islam in einem in Tripolis geführten Prozess zum Tod durch Erschießen verurteilt. Da die Rebellen sich weigerten, ihn an das Gericht in Tripolis auszuliefern, konnte er an der Verhandlung nur per Videolink teilnehmen. Gaddafi wurde unter anderem der Anstiftung zum Mord und der Vergewaltigung für schuldig befunden. Der Prozess stand unter heftiger Kritik, da er von den Libya-Dawn-Milizen unter fragwürdigen Rechtsstandards, unter anderem mit Geständnissen, die unter Folter abgegeben wurden, geführt wurde, wie sein Anwalt sagte. Das Urteil wurde nicht vollstreckt, da ein Einspruch des Verurteilten zugelassen wurde und Saif al-Islam außerhalb des Machtbereichs der Regierung in Tripolis in den Bergen von Zintan festgehalten wurde. Nach Berichten wurde er am 12. April 2016 in Zintan aus dem Gefängnis entlassen, befand sich aber wohl weiterhin unter Kontrolle der Machthaber in Zintan.
Ein Vertreter der UN bekundete Anfang 2017 erneut Interesse an einem Prozess vor dem IStGH. Am 9. Juni 2017 wurde Saif al-Islam im Rahmen einer Generalamnestie aus dem Gefängnis entlassen, nachdem er seit seiner Verhaftung insgesamt ca. 5 ½ Jahre eingesessen hatte.
Am 5. August 2021 erließ der Generalstaatsanwalt Libyens, Mohammed Gharouda, einen Haftbefehl gegen Saif al-Islam al-Gaddafi. Diesem wurden Verbindungen zur russischen Gruppe Wagner vorgeworfen.

### Präsidentschaftswahlen 2018 und 2021
Gaddafi kündigte am 22. März 2018 an, bei der Präsidentschaftswahl in Libyen 2018 als Kandidat anzutreten. Zu der für den 10. Dezember 2018 geplanten Wahl kam es jedoch nicht.
Am 14. November 2021 ließ sich Saif al-Islam offiziell als Kandidat bei den für den 24. Dezember geplanten Präsidentschaftswahlen eintragen. Aufgrund des 2015 gegen ihn gefällten Gerichtsurteils schloss die Wahlkommission seine Kandidatur zunächst zusammen mit 24 anderen Kandidaturen aus. Am 3. Dezember entschied ein Gericht in Sebha aber, dass seine Kandidatur zulässig ist. Am 23. Dezember 2021 beschloss Libyens Nationale Wahlkommission, den ersten Wahlgang der Präsidentschaftswahlen nach Rücksprache mit dem Parlament zu verschieben.
Einem Bericht von DW zufolge kultivierte Saif al-Islam in den 2020er-Jahren das Image eines von der Tagespolitik entrückten Überlebenden, womit er innerhalb Libyens wieder erhebliche öffentliche Aufmerksamkeit erlangte. Das Magazin Zenith kam zu dem Schluss, er mache sich die Nostalgie von jenen Segmenten der Bevölkerung zu Nutze, die von den Verbrechen des Regimes nicht direkt betroffen waren. Für diese werde er in der libyschen Öffentlichkeit kaum mehr mitverantwortlich gemacht. Allerdings sei sein Netzwerk nurmehr eines unter vielen. Anders als Warlords wie Haftar entbehrt Saif al-Islam einer bewaffneten Macht und konnte sich nach seiner Entlassung 2017 über Jahre nicht frei im Land bewegen.

## Schriften
- The role of civil society in the democratisation of global governance institutions: From ‘Soft Power’ to Collective Decision-Making? Diss., London 2007 (online; PDF; 2 MB)

## Dokumentarfilm
- Libyen: Das Comeback des Saif Al Islam Gaddafi. Arte, 2023, 53 min.